# El amor menos pensado
El amor menos pensado (bra: Um Amor Inesperado) é um filme argentino de 2018, do gênero comédia romântica, estrelado por Ricardo Darín e Mercedes Morán, com roteiro e direção de Juan Vera e produzido pela Patagonik Film Group. Foi lançado em 2 de agosto de 2018 na Argentina, e em 14 de março de 2019 no Brasil.

## Sinopse
Marcos (Ricardo Darín) e Ana (Mercedes Morán) são um casal que está junto há 25 anos. Porém, no dia em que o filho vai estudar na Espanha e se encontram com o ninho vazio, deparam-se com o vazio que se vinha abrindo quase imperceptivelmente entre eles e numa conversa mais ou menos espontânea percebem que já estão, nada em comum que os sustente como casal. Não é que eles briguem ou se deem mal. Simplificando, a paixão teria começado a extinguir-se e sem saber como reagir a esse buraco, eles decidem separar-se. A partir desse momento, eles passam a viver a solteirice através de uma série de desventuras amorosas através do Tinder, Facebook ou Instagram.

## Elenco
- Ricardo Darín como Marcos.
- Mercedes Morán como Ana.
- Claudia Fontán como Lili.
- Luis Rubio como Edi.
- Andrea Pietra como Celia.
- Jean Pierre Noher como Eloy.
- Norman Briski como Rafael.
- Juan Minujín como Anselmo.
- Gabriel Corrado como Fabián.
- Andrea Politti como Betaldi.
- Claudia Lapacó como Cora.
- Chico Novarro como Ioshi.
- Andrés Gil como Luciano.
- Mariu Fernández como Milagros.
- Irene Tsou como Lao Phen.
- Alejandro Maci como Gonzalo.
- Marcelo Xicarts como Aldo.
- Paula Sartor como Natacha.
- Victoria Ámbar Góngora como Leia.
- Roberta Maegli como Anabella.

## Produção

### Vendas
O filme foi apresentado no Festival de Cannes no âmbito do Marché du Film destinado a negociações de produção e venda de direitos internacionais para distribuição, onde o filme alcançou inúmeras vendas em países da América, Europa e, graças à empresa de vendas FilmSharks.

## Recepção

### Crítica
Segundo Todas Las Críticas, website que compila resenhas de críticos especializados, o filme obteve uma classificação de 72/100 cuja média deriva de 36 críticas, das quais 92% foram positivas.

### Mídia doméstica
A SBP Worldwide lançou o filme em DVD em dezembro de 2018. Contém áudio em espanhol 5.1 e 2.0 e legendas em espanhol e inglês. O material extra inclui trailers de cinema, comerciais de televisão e making of do filme. Foi o sétimo DVD mais vendido nas lojas Yenny/El Ateneo no mês de janeiro de 2019.

## Prêmios e indicações

### Participação em festivais de cinema
| Festival                  | Data de evento              | Categoria     | Prêmio   | Ref.  |
| ------------------------- | --------------------------- | ------------- | -------- | ----- |
| Festival de San Sebastián | 21 a 29 de setembro de 2018 | Seção oficial | Indicado | [ 9 ] |